# Su Nuraxi di Barumini
Su Nuraxi di Barumini je významná archeologická lokalita poblíž obce Barumini v provincii Jižní Sardinie na italském ostrově Sardinii. Centrem zdejšího komplexu ruin je třípatrová stavba nuragů, jejíž vznik se datuje do doby kolem roku 1500 př. n. l. 
Su Nuraxi di Barumini jsou od roku 1997 součástí světového dědictví UNESCO.